# Tepuizaunkönig
Der Tepuizaunkönig (Troglodytes rufulus) ist eine Vogelart aus der Familie der Zaunkönige (Troglodytidae), die in Venezuela, Guyana und Brasilien verbreitet ist. Der Bestand wird von der IUCN als nicht gefährdet (Least Concern) eingeschätzt.

## Merkmale
Der Tepuizaunkönig erreicht eine Körperlänge von etwa 11,5 bis 12,0 cm bei einem Gewicht von ca. 13,0 bis 18,0 g. Er hat graue Zügel. Der ockerfarbene bis braungelbe Augenstreif wird im hinteren Augenbereich dunkelbraun. Der Oberkopf und die Oberseite weisen keine Markierungen auf und sind kastanienfarbenbraun, etwas mehr rötlich gefärbt am Hinterrücken und dem Bürzel. Die Handschwingen und Armschwingen haben undeutliche rötlich-braune Streifen und schwärzlich-braune an den Außenfahnen. Die Kehle und die Brust sind ockerfarben-gelbbraun bis rötlich-braun an den Seiten, den Flanken und am Hinterbauch. Der Steiß ist gelbbraun-braun mit dunklen braunen Streifen. Die Augen sind dunkelbraun, der Schnabel schwarz mit silberner Basis am Unterschnabel und mittelgrauen Beinen. Beide Geschlechter ähneln sich. Jungtiere sind dunkler mit geschuppter Unterseite.

## Verhalten und Ernährung
Es liegen keine Daten zur Nahrung des Tepuizaunkönigs vor. Die meiste Zeit verbringt er bei der Futtersuche in der Vegetation der sehr niedrigen Straten, sowie am Boden.

## Lautäußerungen
Der Gesang des Tepuizaunkönigs besteht aus einer hohen, dünnen Serie von Trillern, die manchmal einige Sekunden andauern, dann aber wieder in unterschiedliche Phrasen getrennt sind.

## Fortpflanzung
Daten zur Brutbiologie des Tepuizaunkönigs liegen nicht vor.

## Verbreitung und Lebensraum

Verbreitungsgebiet des Tepuizaunkönigs (grün)

Der Tepuizaunkönig bevorzugt die feuchten Wälder der Tepui-Berge. Außerdem kommt er an Waldrändern und Buschlandschaften vor. Er bewegt sich in Höhenlagen von 1000 bis 2800 Metern, meist aber zwischen 1600 und 2400 Metern.

## Migration
Der Tepuizaunkönig gilt als Standvogel.

## Unterarten
Es sind sechs Unterarten bekannt.
- Troglodytes rufulus rufulus Cabanis, 1849[3] kommt in der Gegend um den Roraima-Tepui im Osten Venezuelas, dem Westen Guyanas und dem extremen Norden Brasiliens vor.
- Troglodytes rufulus fulvigularis Zimmer, JT & Phelps, 1945[4] ist im Südosten Bolivars verbreitet. Die Unterart ist dunkler mit weniger rötlichen Tönen als bei der Nominatform.[1]
- Troglodytes rufulus yavii Phelps & Phelps Jr, 1949[5] kommt im nördlichen Amazonas vor. Die Subspezies ist auf der Unterseite weißer.[1]
- Troglodytes rufulus duidae Chapman, 1929[6]  ist im zentralen Amazonas und dem südlichen Bolivar verbreitet. Die Subspezies hat eine weißliche Unterseit und ausgeprägtere Binden am Schwanz.[1]
- Troglodytes rufulus wetmorei Phelps & Phelps Jr, 1955[7] ist im südlichen Amazonas und eventuell im nördlichen Brasilien verbreitet. Die Unterart ähnelt der Nominatform, doch ist die Mitte der Unterseite grau.[1]
- Troglodytes rufulus marahuacae Phelps Jr & Aveledo, 1984[8] kommt in Zentralamazonas vor. Die Unterart ähnelt T. r. wetmorei, ist aber kleiner und hat einen sehr grauen Bauch.[1]

## Etymologie und Forschungsgeschichte
Die Erstbeschreibung des Tepuizaunkönigs erfolgte 1849 durch Jean Louis Cabanis unter dem wissenschaftlichen Namen Troglodytes rufulus. Das Typusexemplar wurde von Moritz Richard Schomburgk im Roraima Gebirge gesammelt. Bereits 1809 führte Louis Pierre Vieillot die für die Wissenschaft neue Gattung Troglodytes ein. Dieser Name leitet sich von »trōglē, trōgō κτρωγλη, τρωγω« für »Höhle, nagen« und »-dutēs, duō -δυτης, δυω« für »tauchend, eintauchen« ab. Der Artname »rufulus« ist das lateinische Wort für  »rötlich«. »Fulvigularis« ist ein lateinisches Wortgebilde aus »fulvus« für »gelbbraun« und »gularis, gula« für »kehlig, Kehle«. »Yavii« bezieht sich auf den Berg Yaví, »duidae« auf den Berg Duida und »marahuacae« auf den Berg Marahuaca. »Wetmorei« ist eine Widmung zu Ehren von Alexander Wetmore.